# 金田隼人
金田 隼人（かねだ はやと、1990年3月17日 - ）は、埼玉県深谷市出身の日本の実業家、教育者、ビジネスプロデューサー。
株式会社ネームレス代表取締役プロデューサー、Team Energy株式会社取締役CPO（Chief Produce Officer）、一般社団法人PRODUCE THINKING LAB代表理事、深谷市渋沢栄一政策アドバイザー。

## 経歴
1990年、埼玉県深谷市に生まれる。大学在学中に、世界一周大学巡りの旅を企画して複数社からスポンサーを募った上で実施し、23か国50大学を訪問した。
2013年、教育会社の取締役副社長に就任して、「営業学」の研究をテーマにPBLを活用したプログラムを展開する。
2016年、株式会社ネームレスを設立して、代表取締役に就任した。同社で複数の企業や組織の新規事業に参画した。
2017年、大阪イノベーションハブ初の東京担当プロジェクトディレクターに就任する。
2019年から「プロデュースシンキング（プロデュース思考）」を提唱すべく研究活動・教育研修事業を開始する。
2021年4月、株式会社TOKYO EDUCATION LABを設立して、取締役副社長に就任した。2022年6月、CEOオーディション総合プロデューサーとなる。11月、Team Energy株式会社で取締役CPO（Chief Produce Officer）を務める。
2023年4月、一般社団法人PRODUCE THINKING LABを設立、代表理事に就任した。6月、かわさき市民放送の番組「Team Energyの夢と事業を育てるラジオ」のMCを担当する。
2024年3月、事業構想大学院大学事業構想研究科を修了した（事業構想修士/MPD取得）。